# Патлатюк Олександр Яремович
Олекса́ндр Яремович Патлатюк (*1930, с. Дзвониха, Вінницька область;— †2009, Шахтарськ, Донецька область;) — видатний шахтар, Герой Соціалістичної Праці (1957).

## Біографія
Олександр Яремович Патлатюк народився у 1930 р. в селі Дзвониха (тепер Тиврівського Вінницької області) у селянській родині. Рано втративши батьків, виховувався батьківською сестрою. Після закінчення школи у Дзвонисі, працював у місцевому колгоспі. У 1948 р. був мобілізований для армійської служби і повоєнної відбудови шахт Донбасу. У 1949 р. закінчив школу ФЗО № 191 м. Донецька, отримавши професію прохідника шахт. До 1953 р. працював прохідником на шахті ім. К. І. Кисельова в Торезі та шахті № 12 у Шахтарську.
Закінчивши у 1953 р. курси машиністів вугільних комбайнів, до 1986 р. працював машиністом вугільних комбайнів, бригадиром, гірничим майстром, диспетчером, майстром будівельного відділення на шахтах Донбасу, у тому числі 6 років після виходу на пенсію.
26 квітня 1957 р. йому присвоєно звання Героя Соціалістичної Праці.
У 60-ті роки ХХ ст. обирався депутатом Донецької обласної ради.
Помер у 2009 р. і похований у Шахтарську.

## Нагороди
- Герой Соціалістичної Праці (1957).[5]
- Орден Леніна (1957).
- Знак «Шахтарська слава» І, ІІ, ІІІ ступенів.